# Mastakh
Mastakh (en rus: Мастах) és un poble de la República de Sakhà, a Rússia, segons el cens del 2021 tenia 465 habitants. Pertany al districte de Sangar.